# Jaghnób
Jaghnób (rusky Ягноб, tádžicky Яғноб) nebo Jaghnóbdara (rusky Ягнобдарья, tádžicky Яғнобдара, Дарёи Яғноб) je řeka v Tádžikistánu (Sogdijský vilájet). Je 116 km dlouhá. Povodí má rozlohu 1 660 km².

## Průběh toku
Pramení z ledovce na jižním svahu Zeravšanského hřbetu a teče v úzké horské dolině. Je pravou zdrojnicí Fandarji (povodí Zeravšanu).

## Vodní režim
Zdrojem vody jsou převážně sněhové srážky. Vysokých vodních stavů dosahuje od května do srpna. Průměrný průtok vody ve vzdálenosti 8 km od ústí činí 32,2 m³/s. Od listopadu do března řeka částečně zamrzá.